# Fliegerwettbewerb „Kleine Entente“
Der Fliegerwettbewerb „Kleine Entente“ fand zwischen dem 26. August und 5. September 1938 statt. Es nahmen 45 Piloten aus der Tschechoslowakei, Rumänien und Jugoslawien daran teil. Gesamtsieger wurde der rumänische Pilot deutscher Abstammung Eduard Franz Lindner.

## Geschichte
Das Fliegerei liebende Publikum aus den drei alliierten Ländern Tschechoslowakei, Rumänien und Jugoslawien, die „kleine Entente“ darstellend, befand sich im August 1938 am Vorabend eines außergewöhnlichen Ereignisses.
Es war ein sportlicher Wettbewerb, durch Liebe zur Fliegerei und der gegenseitigen Anerkennung charakterisiert, an dem Tourismus-Piloten aus der Tschechoslowakei, Rumänien und Jugoslawien unter der Kontrolle der betreffenden offiziellen Fliegerverbände teilnahmen.
Organisiert unter der Schirmherrschaft des Aeroclubs der Republik Tschechoslowakei, hat der Wettbewerb über den nationalen Territorien unter der Leitung der Fliegerforen jedes teilnehmenden Landes stattgefunden.
Es war aber, kurz vor Beginn des Zweiten Weltkrieges, auch ein außergewöhnliches politisches Ereignis, da diese drei Länder nicht nur ihre politische Union, sondern auch ihre militärisch-fliegerische Kapazität demonstrieren wollten. Es ist unbekannt, welches Schicksal den zivilen und militärischen Teilnehmern dieses Wettbewerbes zuteilwurde. Wahrscheinlich sind viele von ihnen auf den Schlachtfeldern des Zweiten Weltkrieges gefallen.
Die Darstellung der Abwicklung des Wettbewerbes, der vor 70 Jahren stattgefunden hat, beruht auf der Berichterstattung der aktuellen (2004) und der damaligen Presse (1938): den rumänischen Zeitungen: «Universul» (das Universum). «Timpul» (die Zeit),
«Ordinea» (die Ordnung) die Zeitschrift «Cerul Nostru» (Unser Himmel)
und der französischen Zeitung «Le Moment» und weiteren rumänischen Zeitungen.
Es waren 48 Flugzeuge für diesen Wettbewerb gemeldet, nämlich: 8 rumänische, 11 jugoslawische und 29 tschechoslowakische. Die rumänischen Flugzeuge waren von 1 bis 8 durchnummeriert, die jugoslawischen von 10 bis 20 und die tschechoslowakischen von 30 bis 54 (im Anhang).
Bei idealem Flugwetter, mit einer Wolkendecke über den Bergspitzen, haben von 40 gestarteten Konkurrenten 35 den sehr abwechslungsreichen und schweren Parcours, der 3274 km für die Kategorie A (Leichtflugzeuge mit einer Zylinderkapazität bis zu 4 Litern) und 3694 km für die Kategorie B (Flugzeuge, deren Zylinderkapazität zwischen 4 und 12 Litern umfasst) lang war, beendet.
In jeder dieser Kategorien sind die Konkurrenten in zwei Unterkategorien eingeteilt worden: Kategorie I-a, Profiflieger (Militär- oder Linienpiloten) und Kategorie II-a (Zivil-Amateurpiloten).
Trotz aller ungünstigen Wetterbedingungen haben insgesamt nur zwei rumänische Teams (Matei Ghica Cantacuzino, Virgil Kerciu), zwei jugoslawische und ein tschechoslowakisches Team den Wettbewerb in seinem Verlauf aufgegeben. Bemerkenswert war, dass Rumänien die meisten „Soloteams“ stellte, nämlich 6 von 8; Jugoslawien 2 von 9. Für die Tschechoslowakei trat gar kein Soloteam an.
Die beiden Fliegerinnen des Wettbewerbes, Nadia Russo (Rumänien) und Zeleznikova Anna (Tschechoslowakei), haben sich exzellent geschlagen und alle Proben beendet. Es sieht so aus, als fungierte Valeria Ionescu aus dem rumänischen Team Nr. 7 nur als Passagier; Gheorghe Ionescu war beim Wettbewerb als „solo“ eingetragen.
Der Wettbewerb war über folgende Etappen organisiert:
| Etappe | Datum                         | Kategorie | Strecke |
| ------ | ----------------------------- | --------- | --- |
| I      | Montag, 29. August 1938       | A & B     | Prag–Zlín (252 km). Aufgrund der Wetterbedingungen wurde die Etappe am 30. August fortgeführt.                                               |
| I      | Dienstag 30. August, 1938     | A & B     | Zlín–Uzhorod (421 km); Uzhorod–Cluj (331 km); Cluj–Bukarest (329 km)                                                                         |
| II     | Mittwoch, 31. August 1938     | A         | Bukarest–Belgrad (450 km); Belgrad–Petrovgrad (62 km); Petrovgrad–Borovo (111 km); Borvo–Belgrad (180 km)                                    |
| II     | Mittwoch, 31. August 1938     | B         | Bukarest–Belgrad (450 km); Belgrad–Zagreb (362 km); Zagreb–Belgrad (362,5 km)                                                                |
| III    | Donnerstag, 1. September 1938 | A         | Belgrad–Arad (166 km); Arad–Cluj (190 km); Cluj–Košice (311 km); Košice–Bratislava (305 km)                                                  |
| III    | Donnerstag, 1. September 1938 | B         | Belgrad–Arad (166 km); Arad–Cluj (190 km); Cluj–Košice(311 km); Košice–Bratislava (305 km); Bratislava–Brno (116,3 km); Brno-Prag (199,5 km) |
| IV     | Freitag, 2. September 1938    | A         | Bratislava–Brno (116,3 km); Brno–Praga (199,5 km)                                                                                            |
| V      | Sonnabend, 3. September 1938  | A & B     | Schnelligkeitswettbewerb (auf 100 km) |

## Technische Einzelheiten, Ehrungen
Nach den vier Langstrecken – und einem Schnelligkeitsflug, wurde Eduard Lindner aus Rumänien als „absoluter Gewinner des Wettbewerbes nach der Landung in Prag“ festgestellt.
Die Auswahl der Gewinner wurde für jede Kategorie, also I, A und B; II, A und B, gemacht
Dies basierend auf einer Formel, in der folgende Parameter einbezogen und gewertet wurden:
Die Gesamtgeschwindigkeit auf dem ganzen Parcours, die größtmögliche mittlere Geschwindigkeit (bezogen auf die Maximalgeschwindigkeit des Flugzeuges), die Regelmäßigkeit/Übereinstimmung (die kleinstmögliche Verspätung, in Bezug auf die Zeiten, die im Vorfeld von den Konkurrenten angegeben wurden) und die Maximalgeschwindigkeit auf einem Parcours von 100 km.
Außerdem, sah der Wettbewerb einen absoluten Gewinner, in Bezug auf alle Kategorien vor, der von allen Piloten die meisten Punkte sammeln konnte.
Zur Ehre Rumäniens und zum Stolz des Fliegervereins ARPA (Rumänisches Verein für die Unterstützung der Fliegerei), war dies der Ingenieur Eduard Lindner, der mit einem Flugzeug der ARPA teilgenommen hat. In der Gesamtplatzierung des Wettbewerbes, hat der Ingenieur Eduard Lindner den ersten Platz mit 989 Punkten, von 1000 möglichen, eingenommen und auf diese Weise den Wettbewerb der „kleinen Verständigung“ gewonnen.
Aus diesem Grund wurde der Pokal, der von der Tschechoslowakischen Republik gestiftet wurde, dem den Wettbewerb gewinnenden Fliegerclub aus Rumänien, überreicht. Darüber hinaus hat der Königliche Fliegerverband Rumäniens die Trophäe des Flugverbandes des absoluten Gewinners entgegengenommen.

### Platzierung nach Kategorien
Kategorie I A: (Professionelles- oder Militärteam, Motor unter 4 Litern):
1. . Krč – Stehlik (Tschech.) 980 Punkte;
2. . Anderle (Tschech.) 977 Punkte;
3. . Herr und Frau Ionescu (Rumänien) 965 Punkte.

Kategorie II A: (Ziviles Team, Motor unter 4 Litern)
1. . Vlad. Miklenda (Tschech.) 986 Punkte;
2. . Krejči-Šenk (Tschech.) 977 Punkte:
3. . Svoboda-Konečný (Tschech.) 973 Punkte; 11. Frau Nadia Russo (Rum.) 912 Punkte.

Kategorie I B: (Professionelles- oder Militärteam, Motor über 4 Litern):
1. . Bjelanovič-Krelija (Jugoslawien) 965 Punkte;
2. . Grohovac (Jug.) 955 Punkte;
3. . Mrak-Hetenyi (Jug.) 948 Punkte;
4. . Frim (Rum.) 946 Punkte; 6. Corbu-Rădulescu (Rum.) 934 Punkte.

Kategorie II B: (Ziviles Team, Motor über 4 Litern):
1. . Eduard Lindner (Rumänien) 989 Punkte;
2. . Cociașu (Rum.) 974 Punkte;
3. . Lukačovič-Höfer (Tschech.) 969 Punkte.

### Preise, Ehrungen
Für ihre Leistungen wurden die rumänischen Konkurrenten mit folgenden Trophäen und Preisen bedacht:
 Eduard Lindner:
- „Preis des tschechoslowakischen Präsidenten Eduard Benesch“, der dem Besten aller Kategorien überreicht wurde;
- „Preis ARCS“ (Tschechoslowakischer Aeroklub Prag)-die Goldmedaille, dem Sieger in der Kategorie II B,
- „Preis des königlichen rumänischen Fliegerverbandes“, für den Ersten in der Gesamtwertung;
- „Preis der tschechoslowakischen Presse“, und
- ein Preisgeld von 10.000 tschechoslowakischen Kronen.

 Ion Cociasu:
- „Preis der Stadt Prag“,
- die Medaille Bata,
- die Silbermedaille ARCS, und
- ein Preisgeld von 7000 tschechoslowakischen Kronen.

Gh. Ionescu:
- „Preis der Stadt Brno“ und
- ein Preisgeld von 3000 tschechoslowakischen Kronen.

 Alexandru Frim:
- Preis der Zeitung „Rumänien“,
- Preis „Shell“, und
- den Preis für den jüngsten rumänischen Teilnehmer.

 Radu Corbu - Adjutant M. Radulescu
- Ein Chronometer, der für den Konkurrenten auf dem sechsten Platz in der jeweiligen Kategorie vorgesehen war.

Frau Nadia Russo: ein komplettes Tischservice.
Außerdem haben die rumänischen Konkurrenten auch noch diverse andere Preise, in Form von Kunstobjekten, bekommen.
Der Preis der rumänischen Erdölindustrie wurde dem jugoslawischen Team Kotarac Radoslaw - Milenkowic Radmilo, für die Bestzeit auf der Entfernung Cluj–Bukarest, überreicht.
Der Wettbewerb hat in einem einzigartigen Kameradschafts- und Sportsgeist stattgefunden. Der Vorsitzende der Wettbewerbsjury von tschechoslowakischer Seite war Jan Bervida, sein Assistent Bohumir Matzner. Sie haben den Großteil der Organisation und der technischen Arbeiten getragen. Als weitere Mitglieder der Jury sind die jugoslawischen Ingenieure Zivojin Stoianovic und Zorz Manojlovic seitens der Sportkommission (FAI) zu nennen.
Von rumänischer Seite sind die Herren Spiridon Bob Varnav (Führungsmitglied ARPA), Lieutnand C-dor av. Gheorghe Iacobescu und die Sportkommissare Cpt. C-dor Cezar Stiubei und Boris Perlis zu erwähnen. Die Aufgabe der Jury war sehr einfach, da kein einziger Widerspruch oder Unzufriedenheit, die bei anderen Wettbewerben so zahlreich waren, gemeldet wurde.
Die Rückkehr der rumänischen Teilnehmer, nach dem Erfolg in Prag, erfolgte, aus dem Grunde widriger meteorologischer Verhältnisse, verspätet.
Am 11. September 1938, um 18 Uhr, landet das Flugzeug des Gewinners des Flugwettbewerbes „die kleine Verständigung“ Eduard Lindner auf dem Flughafen Băneasa. Der rumänische Pilot ist in die Hauptstadt zurückgekehrt, ohne seine Ankunft anzukündigen, deswegen konnte kein offizieller Empfang organisiert werden.
Die Kompanie LARES (damalige rumänische Linienfluggesellschaft) hat -durch den Generaldirektor, Komandor av. Andrei Popovic- entschieden, Ion Cociasu (kommerzieller Leiter) und Gheorghe Ionescu (Linienpilot der Kompanie) zu feiern.
Außerdem haben die Kommunalwerke Bukarests (UCB) die Ingenieure Eduard Lindner und Radu Corbu, aus der technischen Abteilung dieser Institution, für ihre wertvollen Leistungen gefeiert.
Im Rahmen eines Empfanges, der vom rumänischen königlichen Fliegerverband gegeben wurde, wurden die rumänischen Flieger für den echoreichen Erfolg geehrt: Eduard. Lindner, Valeria Ionescu, Gheorghe Ionescu, Ion Cociasu, Alexandru Frim und Radu Corbu.
Herr Egon Nasta, der Generalsekretär des rumänischen königlichen Fliegerverbandes hat eine Rede gehalten, in der die Situation der zivilen Luftfahrt jener Tage zusammengefasst wurde. Im Namen des rumänischen königlichen Fliegerverbandes kommt dem Herrn Vizepräsidenten Oromolu die angenehme Aufgabe zuteil die Gewinner zu beglückwünschen und allen zu danken, die es ermöglicht haben, diesen stattfinden zu lassen. Im Namen der rumänischen Flieger hat Eduard Lindner, der Gewinner des Flugwettbewerbes der „kleinen Verständigung“ gesprochen.
Für die besonderen Verdienste in der Fliegerei, die sich bei der Gelegenheit des Wettbewerbes der „kleinen Verständigung“, den ersten Platz über alle Kategorien gewinnend und dadurch den Sieg Rumäniens erringend, ergeben haben, hat der rumänische König Karl der 2te, Eduard Lindner, am 24. Juni 1939 den Orden „für Aeronautische Tapferkeit“ Klasse „goldenes Kreuz“ verliehen.

### Biographie Lindner
Eduard Franz Lindner wurde am 23. Juni 1903 in Vama, Kreis Suceava, Bukowina, Österreich-Ungarn geboren und war rumänischer Sportflieger und Ingenieur. Eduard Lindners Großvater Johann war ein bayerischer Einwanderer und stammte aus Trockau. Lindner besuchte das Gymnasium in Câmpulung Moldovenesc. Im Dezember 1934 schloss er sein Studium als Diplomingenieur für Elektrotechnik an der Naturwissenschaftlichen Fakultät der Universität Bukarest ab. Als Mitglied des Fliegervereins Metropola besuchte er die Pilotenschule des rumänischen Vereins für Unterstützung der Fliegerei ARPA. Am 4. Dezember 1936 erhielt er die „Lizenz als Pilot für Tourismusmaschinen“ Nr. 162 und die „Lizenz als Pilot“ Nr. 456 am 15. Oktober 1936.
Kurz vor dem Beginn des Zweiten Weltkriegs war Lindner Sieger des Fliegerwettbewerbs „Kleine Entente“, in dem er für Rumänien gegen zahlreiche erfahrene Piloten, viele davon Militärpiloten aus der Tschechoslowakei, Rumänien und Jugoslawien, gestartet war. Er flog ein französisches Flugzeug Caudron C.600 Aiglon mit dem Luftfahrzeugkennzeichen YR-AAP. Für seinen Erfolg wurde er vom König Karl II von Rumänien mit dem Flieger-Tapferkeits-Orden (rumänisch Ordin Virtutea Aeronautica) geehrt.
Auch nahm Lindner mit dem gleichen Flugzeug am Wettbewerb um den Fliegerpokal „Leutnant Radu Beller“ teil. Auf der Strecke Bukarest–Brașov–Dărmănești–Iași–Chișinău–Cetatea Albă–Galați–Bukarest konnten nur drei von acht gestarteten Mannschaften das Ziel erreichen. Auf dem Teilstück Brasov-Darmanesti geriet er in eine Nebelbank und stürzte in einem Waldstück ab, überlebte jedoch trotz schwerer Beschädigung seines Flugzeugs.
Lindner war von 1934 bis 1945 bei den Bukarester Stadtwerken (UCB) als Leiter des technischen Dienstes beschäftigt, wo er an der Neukonzeption der Seenkette im Norden Bukarests mitwirkte. Während des Zweiten Weltkrieges wurde der Offizier zur Instandhaltung der Wasserversorgung und der Kanalisation eingesetzt, die durch Bombardierungen auf Bukarest beschädigt worden waren. Lindner war auch in einem Übersetzungsteam beim Stab der rumänischen Luftstreitkräfte tätig. Hier übersetzte er Dokumente wie Flugvorschriften, Prospekte, Handbücher der aus Deutschland gelieferten Flugzeuge und Geräte. Für seine Dienste erhielt er am 14. Dezember 1942 den Verdienstorden vom Deutschen Adler, dritter Stufe mit Schwertern. Nach dem Krieg wurde Lindner in die Sowjetunion deportiert, wo er ein Jahr lang in einer Bleimine im Ural Zwangsarbeit leisten musste. 1948 kehrte er von dort in seine Heimat zurück, konnte aber wegen seiner geschwächten Gesundheit nicht mehr fliegen. In der Folge arbeitete er in Bukarest als Diplomingenieur im Ministerium für Elektrische Energie an verschiedenen Planungsstellen, unter anderem für Studien und Energieprojekte in Bukarest, für die Holzindustrie, für Baumaterialien in der Industrie, und beim Trust für Bau und Energie.
Aus seiner Ehe mit der Musikwissenschaftlerin Stela Sava 1939 gingen zwei Kinder hervor. Nach seiner Scheidung heiratete Lindner 1951 erneut. Der rumänische Geheimdienst Securitate zeigte sich aufgrund seiner deutschen Herkunft und des ihm verliehenen deutschen Ordens misstrauisch und überwachte Lindner bis an sein Lebensende. Er verstarb am 27. Mai 1964 nach schwerer Krankheit und wurde auf dem Friedhof Bellu in Bukarest beigesetzt.
Publikationen
- Manualul inginerului constructor, Kapitel „Amenajări hidroenergetice“, Bukarest, 1960, in rumänischer Sprache

### Teilnehmer
(Liste entspricht dem tschechoslowakischen Merkblatt des Wettbewerbs, 1938)
| RUMÄNIEN:                                    |                                                 |                                         |             |                      |                   |
| Name / Eigentümer                            | Pilot / Copilot                                 | Flugzeugtyp / Motortyp                  | Kennzeichen | Wettbewerbskategorie | Wettbewerbsnummer |
| Ing. Alexandre Frim / Brașov                 | dtto                                            | Nardi FN.305 / Alfa Romeo, 180 PS       | YR-MIH      | I                    | 1                 |
| Ing. Ion Cociasu/Bukarest                    | dtto                                            | Miles Hawk / Gipsy Major, 120 PS        | YR–FIL      | II B                 | 2                 |
| Virgil Kerciu / Bukarest                     | dtto                                            | Caudron Aiglon / Renault Bengali Junior | YR-AAO      | I B                  | 3                 |
| A.R.P.A. / Bukarest                          | Ing. Eduard Lindner                             | Caudron Aiglon / Renault Bengali Junior | YR–AAP      | II B                 | 4                 |
| A.R.P.A. / Bukarest                          | Ing. Corbu D. Radu / M. Radulescu               | ICAR Universal / Gipsy Major, 120 PS    | YR-AEY      | I B                  | 5                 |
| Matei Ghica-Cantacuzino / Bukarest           | dtto                                            | Klemm Kl 35b / Hirth HM 60R             | YR–MGC      | II A                 | 6                 |
| Gheorghe Jonescu, Valeria Jonescu / Bukarest | dtto                                            | Klemm Kl 35b / Hirth HM 60R             | YR-AES      | I A                  | 7                 |
| Russo Nadejda / Bukarest                     | dtto                                            | Bücker Jungmann / Hirth HM 504 A 2      | YR–NAD      | II A                 | 8                 |
| JUGOSLAWIEN:                                 |                                                 |                                         |             |                      |                   |
| Name / Eigentümer                            | Pilot / Copilot                                 | Flugzeugtyp / Motortyp                  | Kennzeichen | Wettbewerbskategorie | Wettbewerbsnummer |
| Aeroklub Kraljevine Jugoslavije              | Kazimír Grohovac / Miloš Gagic                  | RWD-13 / Walter Major 4, 120 PS         | YU-PFE      | I B                  | 10                |
| Aeroklub Kraljevine Jugoslavije              | Milan Bjelanovic / Vičko Krelja                 | RWD-13 / Walter Major 4, 120 PS         | YU-PFO      | I B                  | 12                |
| Aeroklub Kraljevine Jugoslavije              | Ivan Mrak / Milan Hetenyi                       | Puss Moth / Gipsy Major, 105 PS         | YU-PAI      | I B                  | 13                |
| Aeroklub Kraljevine Jugoslavije              | Radoslav Kotarac / Radmilo Milenkovic           | Fizir T-l / Walter NZ-120, 120 PS       | YU-PDV      | I B                  | 14                |
| Aeroklub Kraljevine Jugoslavije              | Josip Volarič / Ivan Kos                        | SIM-X / Walter NZ-120, 120 PS           | YU-PFJ      | I B                  | 15                |
| Aeroklub Kraljevine Jugoslavije              | Evgenije Bacic / Miloš Drakulic                 | SIM-X / Walter NZ-120, 120 PS           | YU-PFK      | I B                  | 16                |
| Aeroklub Kraljevine Jugoslavije              | Milutin Anastasijevič / Dragoljub Milovanovic   | SIM-X / Walter NZ-120, 120 PS           | YU-PFL      | I B                  | 17                |
| Aeroklub Kraljevine Jugoslavije              | Stanko Rapé                                     | Comper Swift / Pobjoy, 75 PS            | YU–PDS      | II A                 | 19                |
| Aeroklub Kraljevine Jugoslavije              | Milivoj Arsenijevic                             | SIM-VI a / Walter Mikron II             | YU–PEZ      | I A                  | 20                |
| TSCHECHOSLOWAKEI:                            |                                                 |                                         |             |                      |                   |
| Name / Eigentümer                            | Pilot / Copilot                                 | Flugzeugtyp / Motortyp                  | Kennzeichen | Wettbewerbskategorie | Wettbewerbsnummer |
| Moravskoslezský Aeroklub Brno                | František Kotiba / Gustav Parízek               | Be-150 / Walter Junior, 105 PS          | OK-MOS      | II B                 | 30                |
| Slovenský_Aeroklub Bratislava                | Julius Lukačovič / Hugo Höfer                   | Be-150 / Walter Junior, 105 PS          | OK-SLI      | II B                 | 31                |
| Západočeský Aeroklub Plzeň                   | Miloslav Petr / Jiří Jaňour                     | Be-150 / Walter Junior, 105 PS          | OK-AZU      | II B                 | 32                |
| Aeroklub Zlín                                | Josef Baroš / Miloslav Hill                     | Puss Moth / Gipsy III                   | OK-ATU      | II B                 | 33                |
| Kopřivnická vozovka Kopřivnice               | Ing. Jaroslav Hausman / Ing. Jaroslav C. Beneš  | Tatra T-l01 / Tatra HM-504, 100 PS      | OK-TAR      | II A                 | 34                |
| Moravskoslezský Aeroklub Brno                | Vladislav Krejčí / František Senk               | Tatra T-101 / Tatra HM-504, 100 PS      | OK-TAO      | I A                  | 35                |
| Aeroklub Moravská Ostrava                    | Rudolř Skuta / Oldřich Mayer                    | Tatra T-201 / Tatra HM-504, 100 PS      | OK-TAS      | I A                  | 36                |
| Moravskoslezský Aeroklub Brno                | Vojtěch Krč / Josef Stehlík                     | Praga E-117 / Praga D                   | OK-PGH      | I A                  | 37                |
| Jihočeský Aeroklub České Budějovice          | Jan Steinbauer / Ing. Jan Koutek                | Be-50 / Walter Minor, 85 PS             | OK-EFO      | I A                  | 40                |
| Aeroklub Užhorod                             | Rudolf Skorvaga / Emil Palichleb                | Be-50 / Walter Minor, 85 PS             | OK-EFN      | I A                  | 41                |
| Českomor.-Kolben-Daněk, Praha                | Jan Anderle / Oldřich Ullman                    | Praga E-114D / Praga D                  | AOK-PGF     | II A                 | 42                |
| Aeroklub Zlín                                | Vlastimil Večeřa / Emanuel Krejčí               | Zlín-112 / Persy III, 53 PS             | OK-LZX      | I A                  | 43                |
| Aeroklub RČS Praha                           | Vladimír Miklenda / Ing. Jaroslav Polívka       | Tatra T-201 / Tatra HM-504, 100 PS      | OK-TAP      | II A                 | 44                |
| Jihočeský_Aeroklub České Budějovice          | Ing. Zdeněk Svoboda / Ing. Stanislav Konečný    | Be-555 / Walter Minor, 85 PS            | OK-BEX      | II A                 | 45                |
| Aeroklub RČS Praha                           | Miroslav Plecitý / Vincenc Hodek                | Be-55 5 / Walter Minor, 85 PS           | OK–BEJ      | II A                 | 46                |
| Aeroklub Piešťany                            | Jan Vlk / Leopold Galbavý                       | Be-51b / Walter Minor, 85 PS            | OK-EMA      | II A                 | 47                |
| Hanácký Aeroklub Olomouc                     | Ladislav Lošták / Josef Zománek                 | Be-50 / Walter Minor, 85 PS             | OK–EFK      | II A                 | 48                |
| Aeroklub RCS Praha                           | Ing. Václav C. Vlasák / Ing. Vladimír C. Silhan | Be-51 / Walter Minor, 85 PS             | OK-BEO      | II A                 | 49                |
| Hanácký Aeroklub Olomouc                     | Metoděj Kluka / František Martinek              | Be-51b / Walter Minor, 85 PS            | OK-EMC      | II A                 | 50                |
| Pošumavský Aeroklub Klatovy                  | Antonín Luňák / Frant. Loucký                   | Be-51b / Walter Minor, 85 PS            | OK–EME      | II A                 | 51                |
| Aeroklub V. S. Praha                         | Ing. Rudolf C. Protiva / Ing. Mirosl. C. Doubek | Be-51b / Walter Minor, 85 PS            | OK-EMF      | II A                 | 52                |
| Moravskoslezský Aeroklub Brno                | František Tlapák / František Komenda            | Be-550 / Walter Mikron II               | OK-BET      | II A                 | 53                |
| Aeroklub Zlín                                | Anna Železníkova / Josef Bejšovec               | Zlín Z-XII / Persy II, 45 PS            | OK-TBN      | II A                 | 54                |